# 양산 신기리 산성
양산 신기리 산성(梁山 新基里 山城)은 대한민국 경상남도 양산시 북정동, 해발 232m의 산성봉 정상일대를 돌로 쌓은 성이다. 1963년 1월 21일 대한민국의 사적 제97호 양산신기리산성으로 지정되었으나, 2011년 현재의 명칭으로 변경되었다.

## 개요
해발 232m의 산성봉 정상일대를 돌로 쌓은 성으로 서낭산에 있어 서낭산성이라고도 불린다.
대부분 무너졌으나 둘레 2,6km, 높이 1m 정도가 남아있다. 『삼국사기』에 의하면 신라가 낙동강을 통해 침입하는 왜구를 막기 위해 양산에 성을 쌓았다는 기록이 있다. 이러한 기록과 성 안에서 신라 토기조각이 발견되는 점으로 보아 신라시대에 축성된 것으로 보고있다.
성의 남쪽에는 이 산성과 규모가 비슷한 북부동산성이 있어 쌍성의 형태를 이룬다. 서낭산에는 양산 부부총으로 유명한 6세기경의 신기리 무덤들이 흩어져 있어 이 일대가 신라시대의 중요한 곳으로 여겨진다.

## 참고 자료
- 양산 신기리 산성 - 국가유산청 국가유산포털